# Pazo de Liñares
Pazo de Liñares es una casa señorial situada en el lugar de Liñares, parroquia de Prado, Lalín, provincia de Pontevedra, Galicia, España.

## Histora
Fue promovido a fines del siglo XVII por Álvaro Núñez Taboada, de la Casa de Bendoiro. Su máximo esplendor como pazo lo alcanzó en los siglos XIX y XX. El último miembro de los Taboada que lo poseyó fue Amalio Taboada Bugallo, padrino del pionero de la aviación Joaquín Loriga (que nació y se crio en el pazo), y diputado provincial.
En Liñares Emilia Pardo Bazán pasó largas jornadas por la amistad entre los Taboada y la familia de su marido, los Quiroga. La escritora calificó el pazo como «Palacio del Recuerdo»:

En Liñares, el culto al pasado es tan reverente que yo, en mi geografía novelesca he llamado a esa casa a la vez tan hospitalaria, tan patriarcal y tan distinguida Palacio del Recuerdo … Rodean a Liñares robledas plantadas, no con el caprichoso desorden de la fraga rústica, sino a cordel, y tan altas y añosas, de tan espléndido arbolado, que recuerdan las francesas de los antiguos sitios reales. Valen miles de duros esos bosques, que sus dueños, la señora viuda de Taboada y sus hijos, no quieren, no digo talar, pero ni aún mutilar.
 Emilia Pardo Bazán

Del vestíbulo arranca una escalinata interior de cantería que conduce a la planta noble del edificio. Un gran salón comunicaba las habitaciones y la galería posterior. Ese salón era frecuentado por el compositor Marcial del Adalid con su piano de cola.

## Estilo arquitectónico
Pertenece al barroco, es de planta rectangular, de cantería, cuya fachada principal consta de balcones y ventanas. En la fachada trasera destaca una galería de cinco arcos de medio punto y escudos en el pretil. 

En la fachada principal de sillería existían cuatro balconadas con balaústres de hierro, sustentadas por ménsulas decoradas con motivos vegetales. La puerta principal, de traza sencilla, daba acceso a un vestíbulo de donde arrancaba una escalinata interior de cantería que conducía a la planta noble del edificio. En la fachada posterior destacaba la galería, compuesta por cinco arcadas sustentadas por columnas. Otro elemento destacable era la escalera de triple rampa quebrada en ángulos, terminada en patín, cuya cubierta estaba sostenida por dos columnas. La balaustrada era maciza y toda la obra estaba realizada en sillería.

El reparto interior se caracterizaba por la amplitud de las dependencias, que lucían ricas cortinas y mobiliario, y entre las que se incluían la sala de biblioteca y archivo así como la armería. La pila bautismal, aún adosada a la pared, estaba decorada con conchas marinas, y fue en ella donde parece que recibió las aguas bautismales el aviador Joaquín Loriga, uno de los hijos ilustres de la comarca. En esta sala existen pinturas murales que representan a la iglesia de Prado.
El majestuoso salón muestra el techo decorado en las cuatro esquinas con escudos tallados en madera policromada, representando las armas familiares, estando adornadas sus paredes con frisos de pintura mural.
El pazo disponía de agua corriente que era conducida hasta la edificación por caños de piedra, y pasaba por dos fuentes. El patio ajardinado, que contaba con diferentes árboles ornamentales y una fuente, daba frente a la fachada principal. Entre los inmuebles anexos figuraba una capilla que limitaba con el cierre de la finca, así como un palomar circular.

Cuatro son las piedras armeras que campan en los distintos muros de la casa, consideradas, en conjunto, el primitivo blasón adoptado por la familia Taboada de Deza. Los dos escudos más antiguos, situados en el antepecho de la galería de la fachada posterior, pudieran corresponder, por sus formas y características, al siglo XVI. En el acceso al salón aparece otro escudo de buenas proporciones, que añade las armas de los Churruchaos. Por último, el más visible es el escudo que ostenta la fachada principal, con las armas de los Taboada, Mosquera, Churruchaos y López de Lemos, bajo corona como timbre de nobleza.
 Boletín Oficial del Estado

## Armas
Campean los escudos de los Mosquera, Churruchaos, López de Lemos y Taboada.

## Situación actual
Fue adquirido por el Ayuntamiento de Lalín en 2002. En 2009 fue declarado Bien de Interés Cultural, con categoría de Monumento por Decreto 334/2009 de 4 de junio por la Consejería de Cultura de la Junta de Galicia. En 2011 comenzaron obras de rehabilitación.